# Jupiterův chrám (Baalbek)

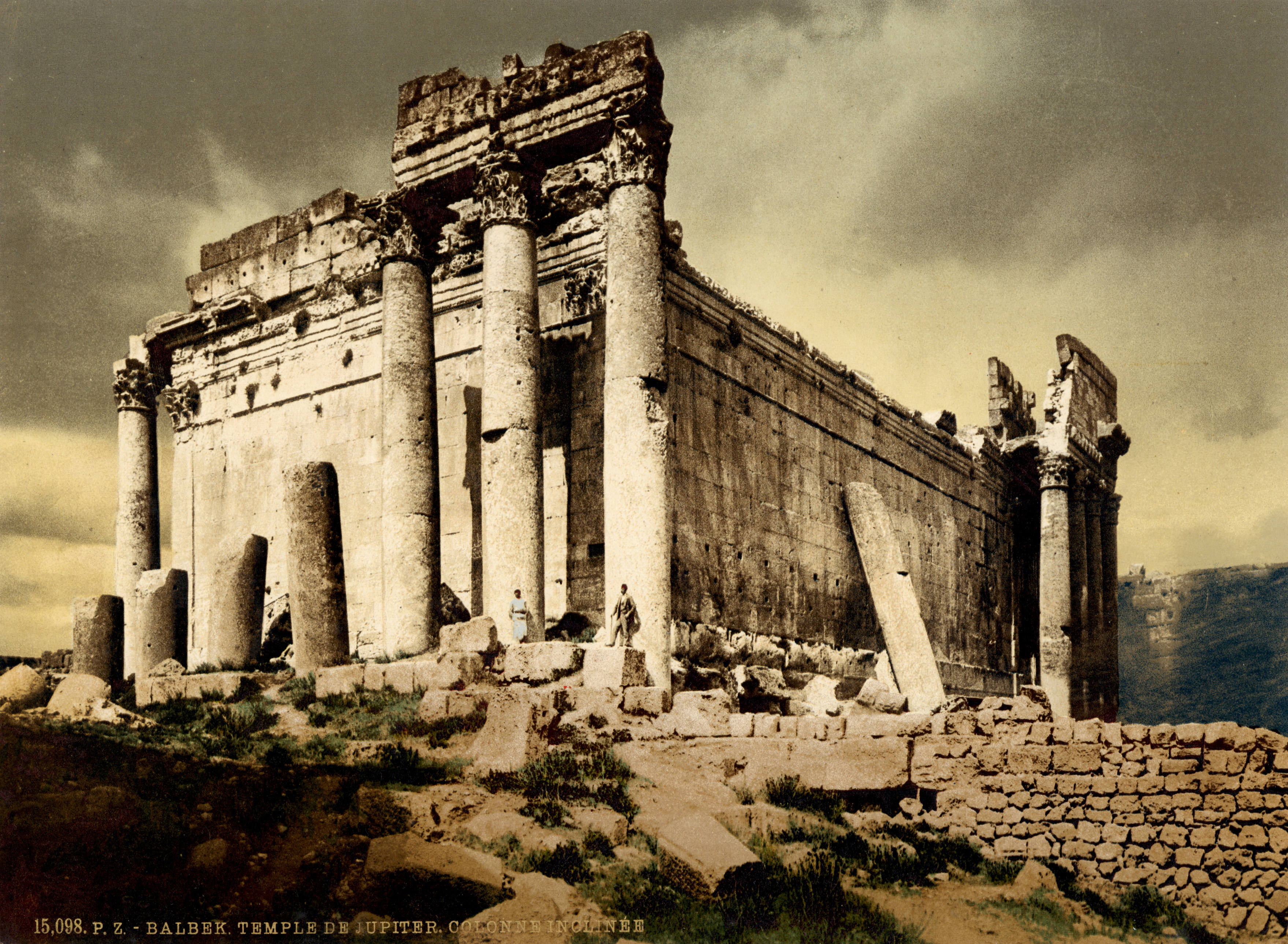
Jupiterův chrám v Baalbeku v roce 1895

Jupiterův chrám je kolosální římský chrám, největší římský chrám po chrámu Venuše a Romy v Římě. Nachází se v archeologickém komplexu Baalbek v Baalbeku v Libanonu. Není známo, kdo chrám objednal nebo navrhl ani kdy byl přesně postaven. Nachází se na západním konci Velkého nádvoří římské Heliopolis, na široké kamenné plošině vyvýšené dalších 7 metrů nad obrovskými kameny základů, z nichž tři patří mezi nejtěžší bloky, jaké kdy byly při nějaké stavbě použity. Na místě dlouho probíhala kultovní činnost; chrám pravděpodobně nahradil dřívější, možná s použitím stejného základu.
Byl to největší chrám zasvěcený Jupiterovi v celé Římské říši. Sloupy byly 19,9 metru vysoké o průměru téměř 2,5 metru; největší sloupy v klasickém světě. Vytvoření tohoto kolosálního chrámového komplexu trvalo tři století.

## Dějiny

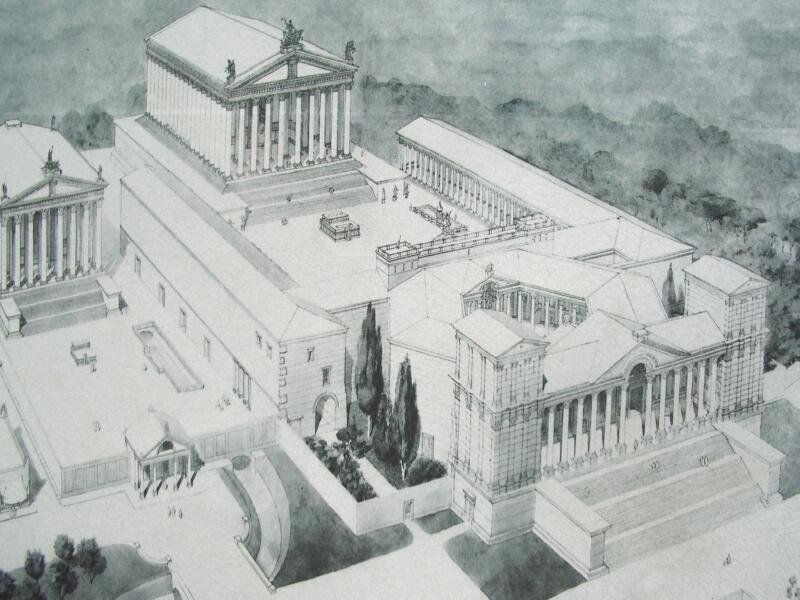
Uspořádání starověkého Baalbeku včetně chrámu

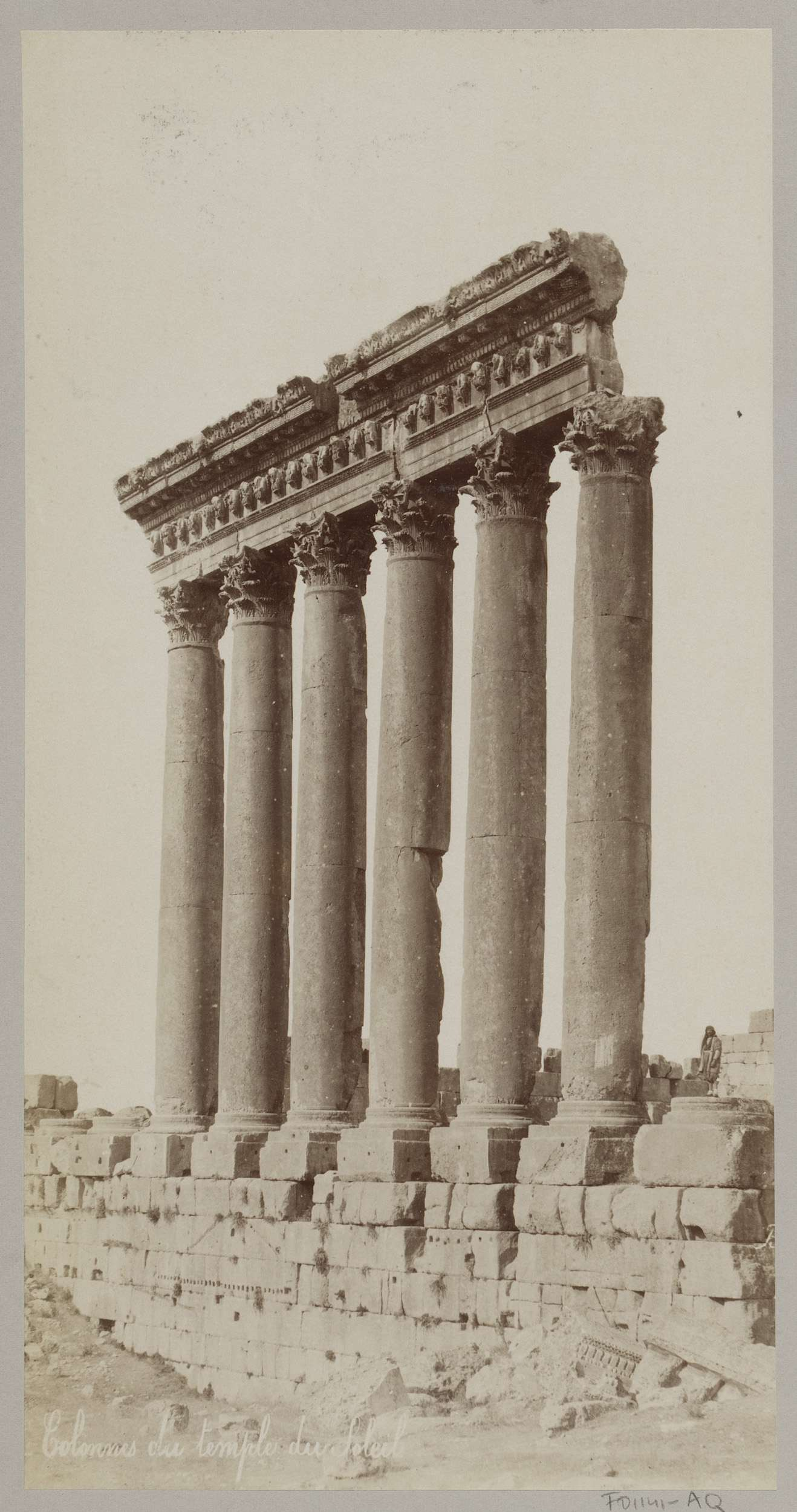
Sloupy Jupiterova chrámu v Baalbeku

Nedaleký obrovský lom pravděpodobně hrál roli při rozhodnutí Římanů postavit obrovské Velké nádvoří pohanského chrámového komplexu na tomto horském místě, přestože se nachází v nadmořské výšce 1145 metrů a leží na vzdálené východní hranici Římské říše.
Ačkoli řecký historik 6. století John Malalas datuje chrám do doby vlády Antonina Pia (138–161 n. l.), stavba pravděpodobně začala brzy po roce 16 př. n. l., kdy se Baalbek stal římskou kolonií známou jako Colonia Julia Augusta Felix Heliopolitana. Z velké části byla dokončena roku 60, jak dokazuje graffiti umístěné na jednom z nejvyšších sloupových bubnů. Během římské říše zde bylo důležité náboženské centrum a císaři se tu často radili s chrámovým orákulem. Traianus se zde dozvěděl o své blízké smrti kolem roku 115.

## Architektura
Chrámový komplex je stojí vyvýšené náměstí 7 m nad úrovní základny ve tvaru T sestávající z pódia, schodiště a základových zdí. Zdi byly postaveny z asi 24 monolitů, na nejnižší úrovni majících hmotnost přibližně 300 tun každý. Nejvyšší opěrná zeď na západě zahrnuje druhou řadu monolitů obsahujících známé „Tři kameny“ z opracovaného vápence, přes 19 m dlouhé, 4,3 m vysoké a 3,6 m široké, každý o váze přibližně 800 tun. Čtvrtý, ještě větší kámen, zvaný Kámen těhotné ženy, leží nevyužitý v nedalekém lomu 800 m od města a váží kolem 1000 tun. Ve stejném lomu leží i pátý o hmotnosti přibližně 1200 tun. Základy chrámu procházejí tři obrovské průchody o rozměru železničních tunelů.
Široké schodiště umožňovalo přístup na vyvýšenou plošinu, která měřila 47,7 x 87,75 m. Vlastní Jupiterův chrám byl obklopen peristylem 54 nerýhovaných korintských sloupů: po deseti vpředu a vzadu a devatenáct po každé straně. Sloupy byly 19,9 metrů vysoké, nejvyšší ze všech sloupořadí klasických chrámů, a vrchol štítu byl podle odhadů 44 metrů nad podlahou nádvoří. Pravoúhlý půdorys 88 x 44 metrů je podstatně menší než některé dřívější řecké chrámy, jako je Artemidin chrám v Efesu a Apollónův chrám v Didymě. Jeho význam vyjadřuje spíše propracovanost jeho plánu a architektonických detailů.
Chrámovou svatyni postupně obohatila řada julio-claudiánských císařů . V polovině 1. století postavil Nero naproti chrámu věž-oltář. Na počátku 2. století přidal Traianus chrámové nádvoří se sloupovími z růžové žuly dopravované z Asuánu na jižním konci Egypta.
Během času svatyni pozničila zemětřesení i drancování pro kámen za Theodosia a znovu za Justiniána: osm sloupů bylo odvezeno do Konstantinopole pro stavbu chrámu Hagia Sophia. Na konci 18. století padly další tři sloupy.

## Konstrukce

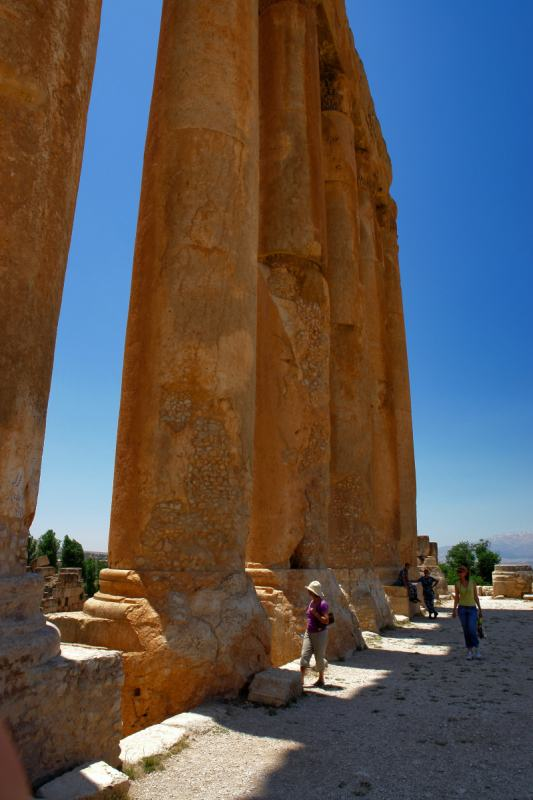
Šest monumentálních sloupů

Původní způsob stavby zůstává archeologickou záhadou.
Lom ležel o něco výše než chrámový komplex, takže k přesunu kamenů nebylo potřeba je zvedat.
Běžné římské jeřáby nebyly schopny zvedat zdejší kameny o váze 60 až 100 tun, ale pro stavbu tohoto chrámu mohlo být sestrojeno speciální zařízení.
Velké kameny mohly být pravděpodobně valeny z lomu na místo dočasnými hliněnými koryty nebo mohlo být použito více jeřábů naráz, nebo se mohly strany kamene při pohybu postupně střídat a posuny fixovat podpěrami.
Macrobius kolem roku 400 napsal, že v chrámu byla zlatá socha Apollóna nebo Dia. Představovala bezvousého mladíka v hávu vozataje, jeho pravá ruka držela bič, levá blesk a klasy pšenice.

## Galerie

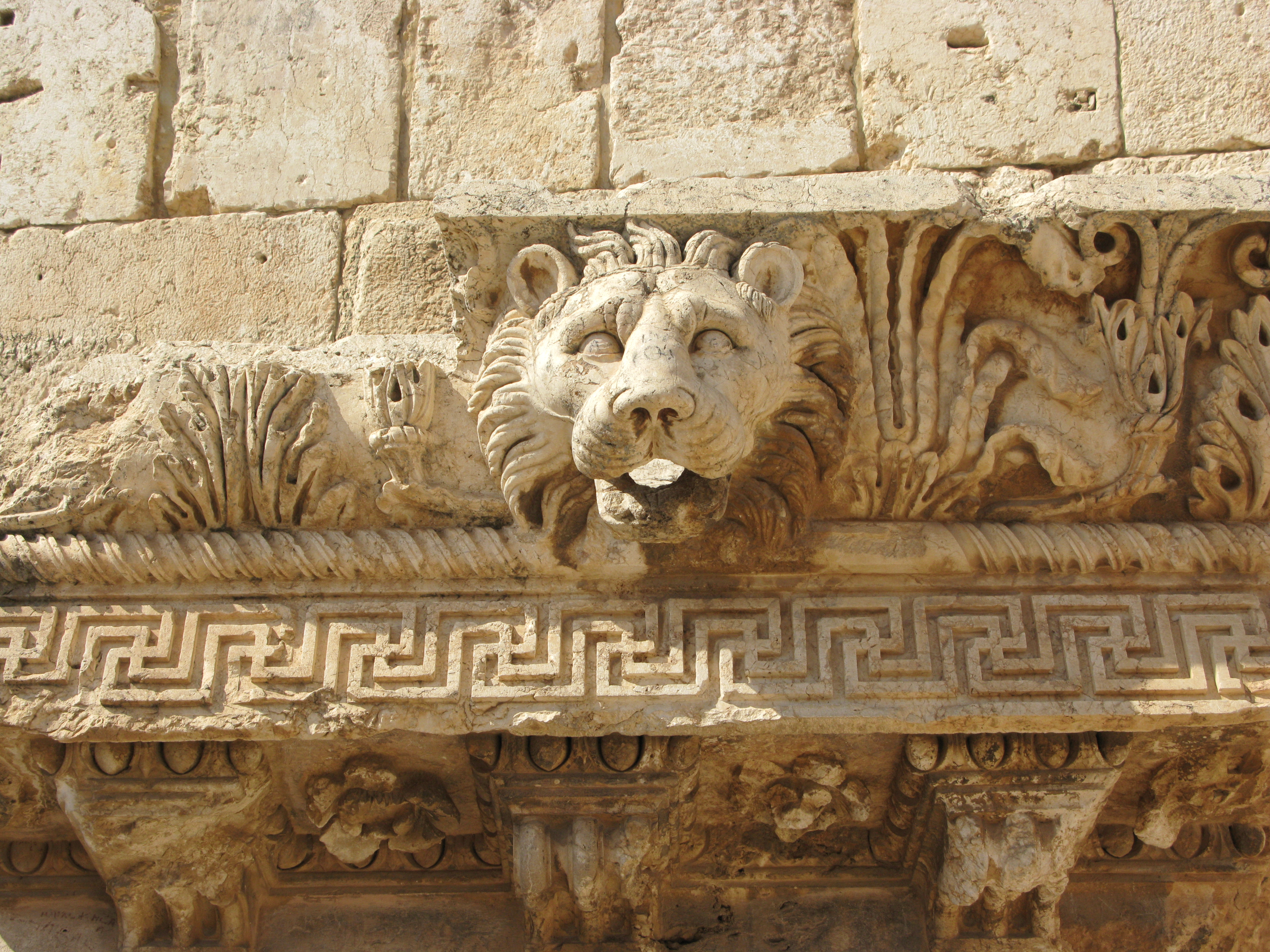
Římská lví hlava (Gargouille)
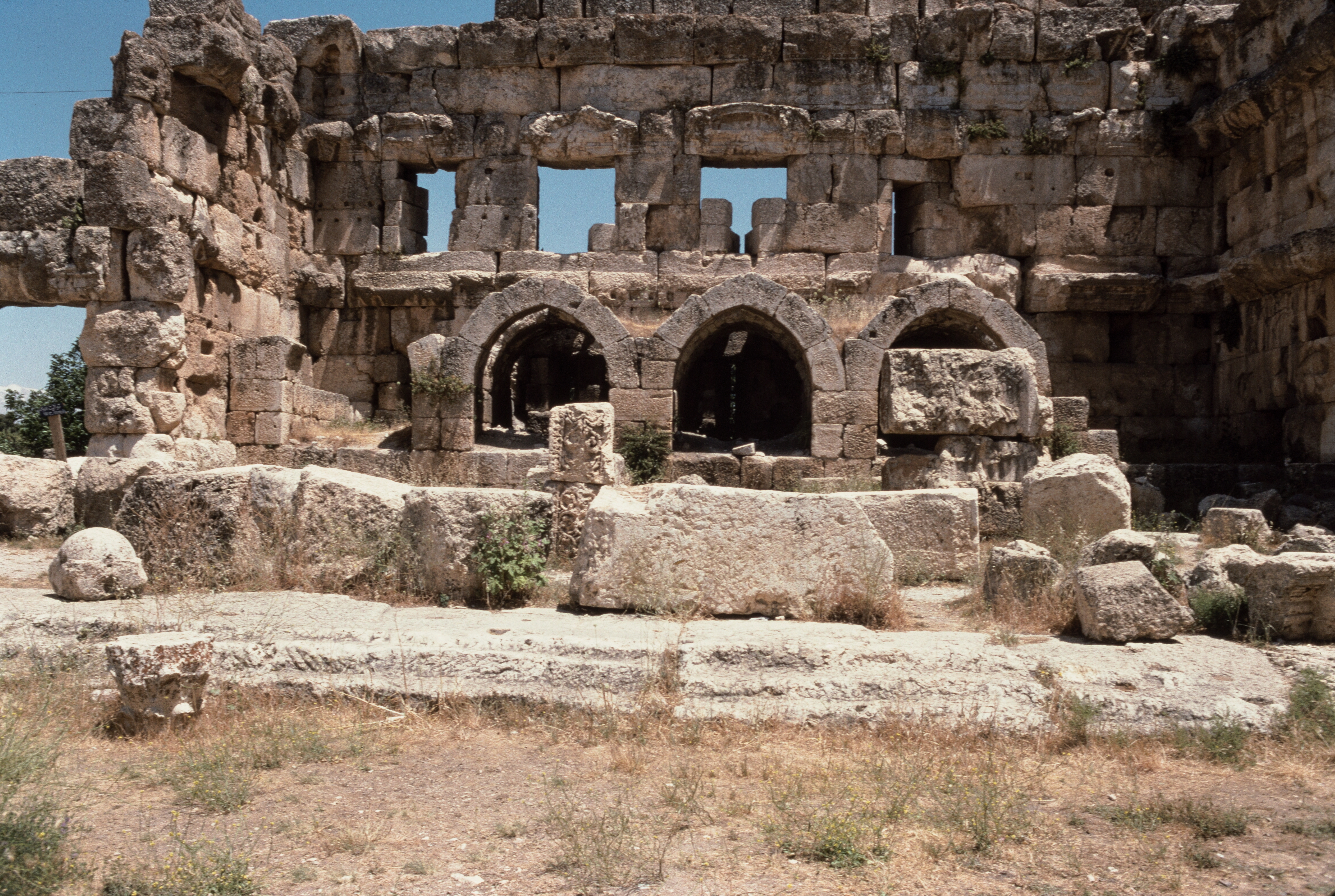
Šestiúhelné nádvoří
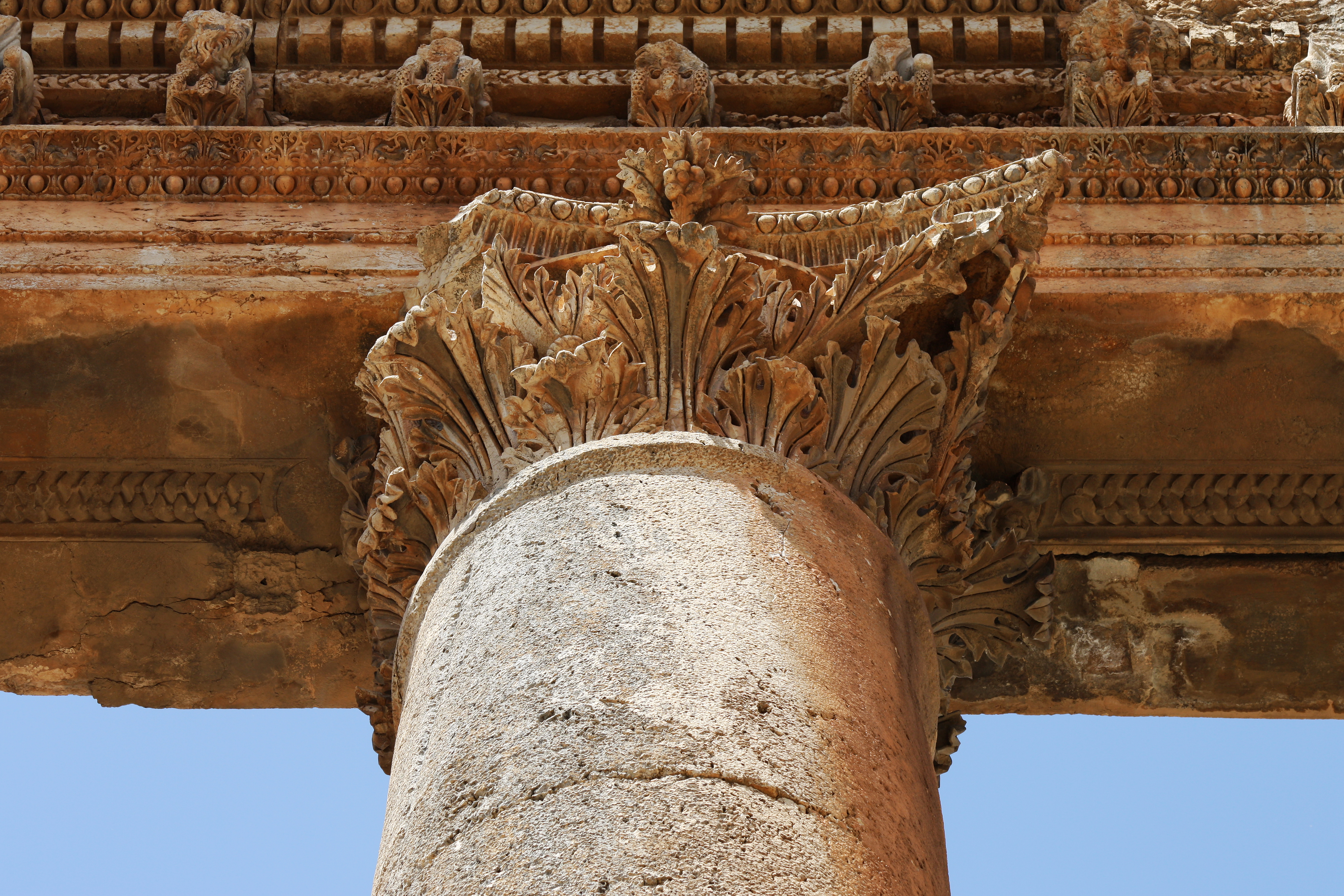
Korintská hlavice
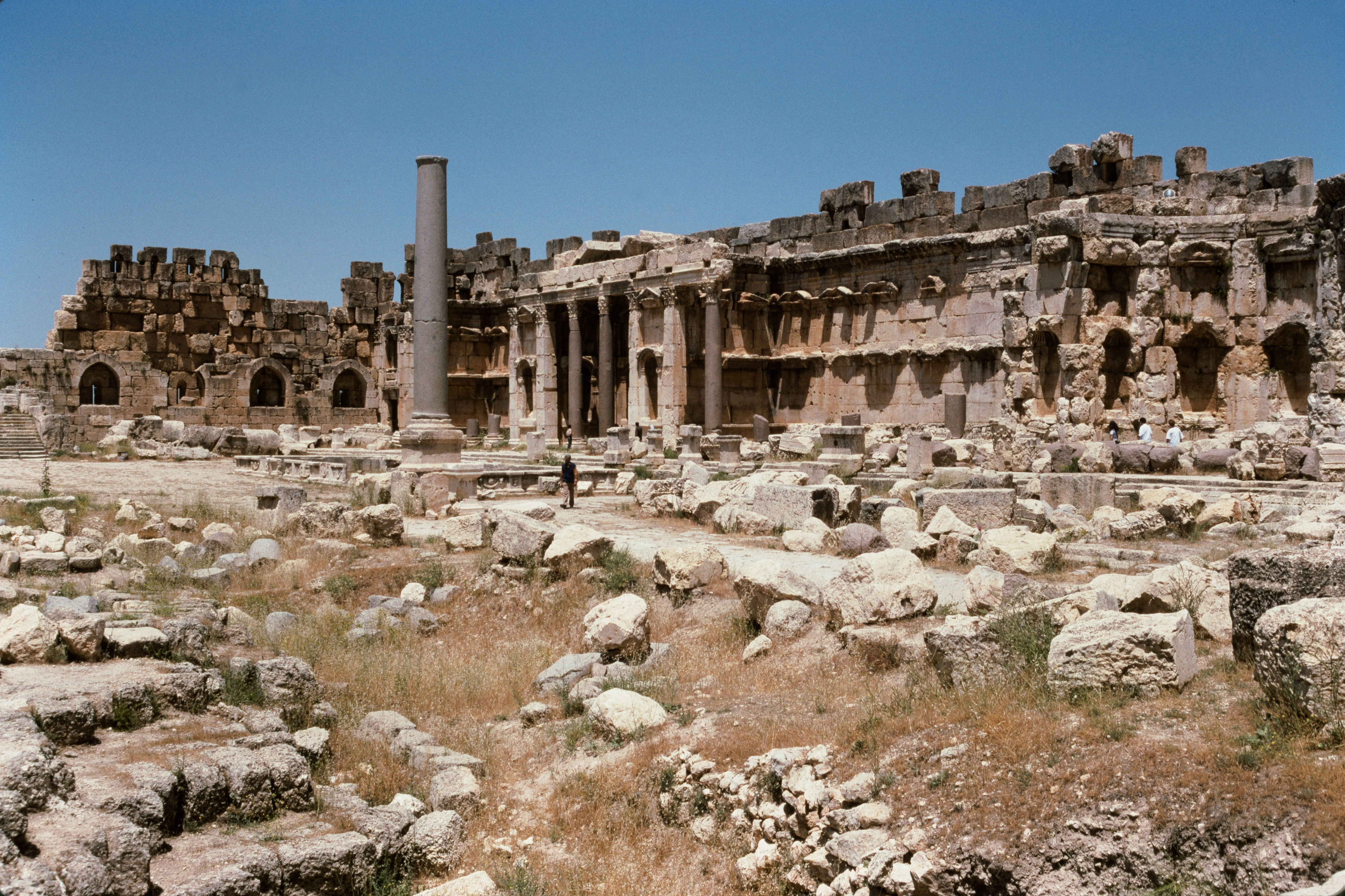
Velké nádvoří
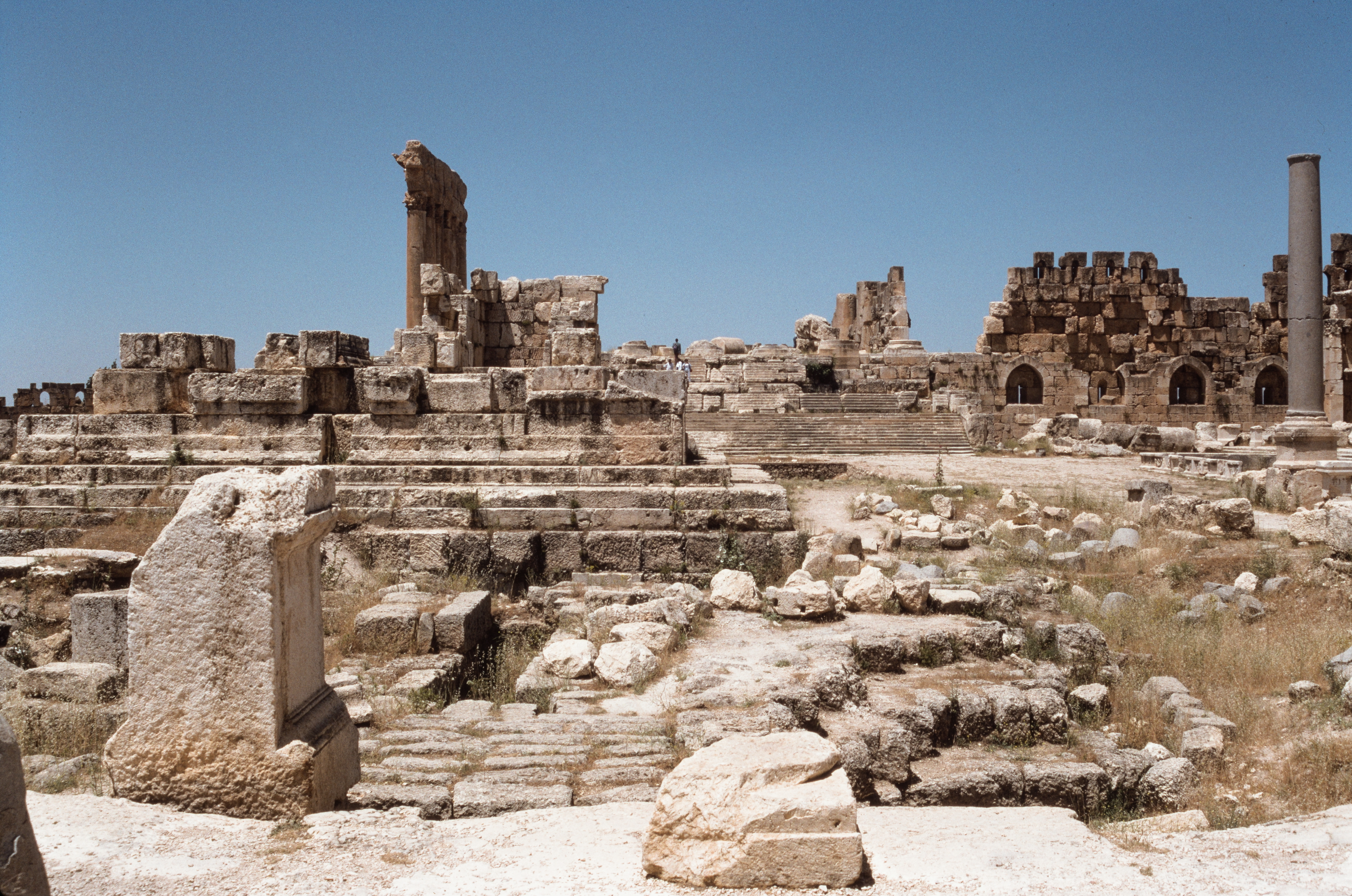
Velké nádvoří, jižní strana
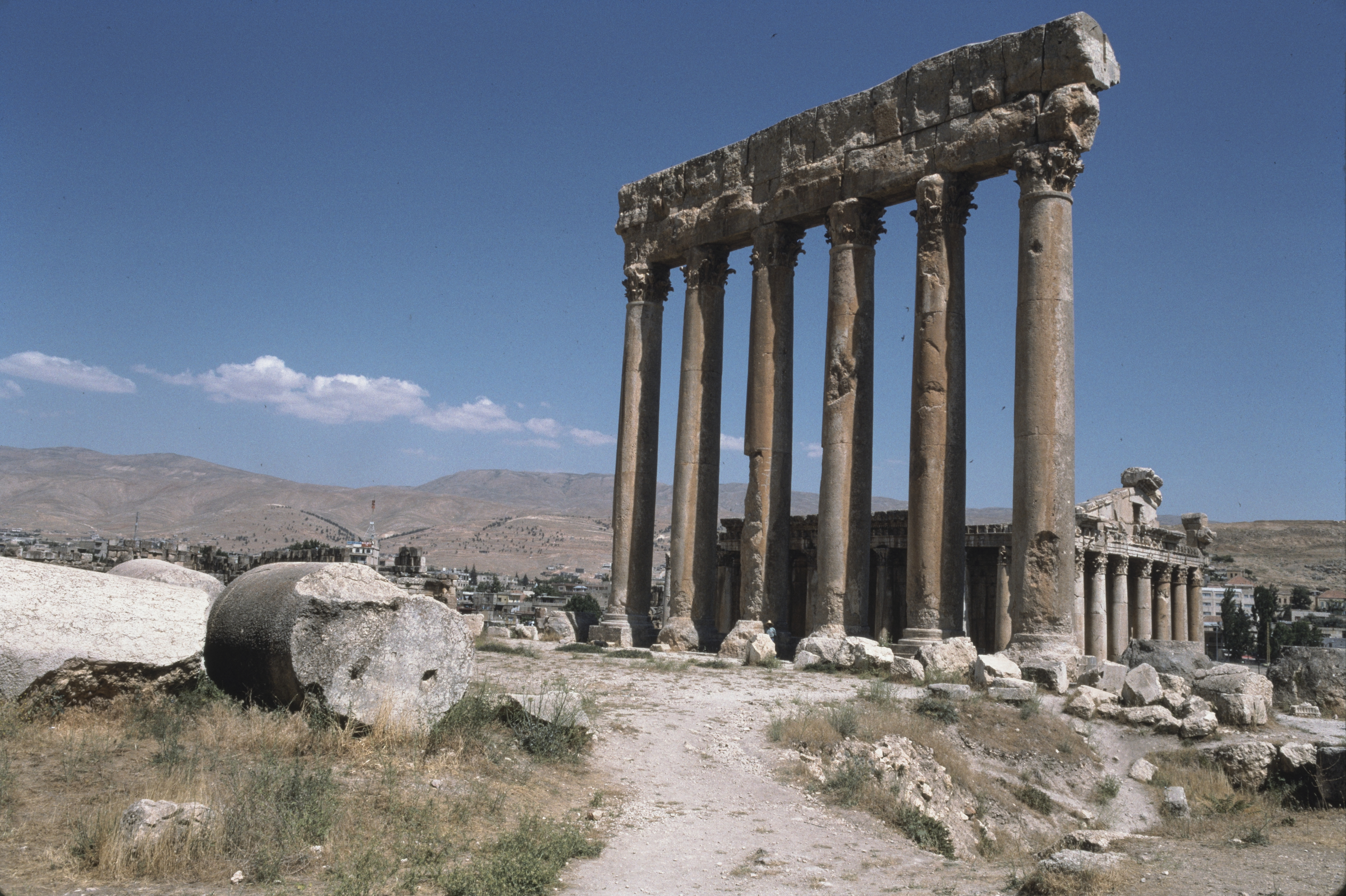
Šest stojících sloupů
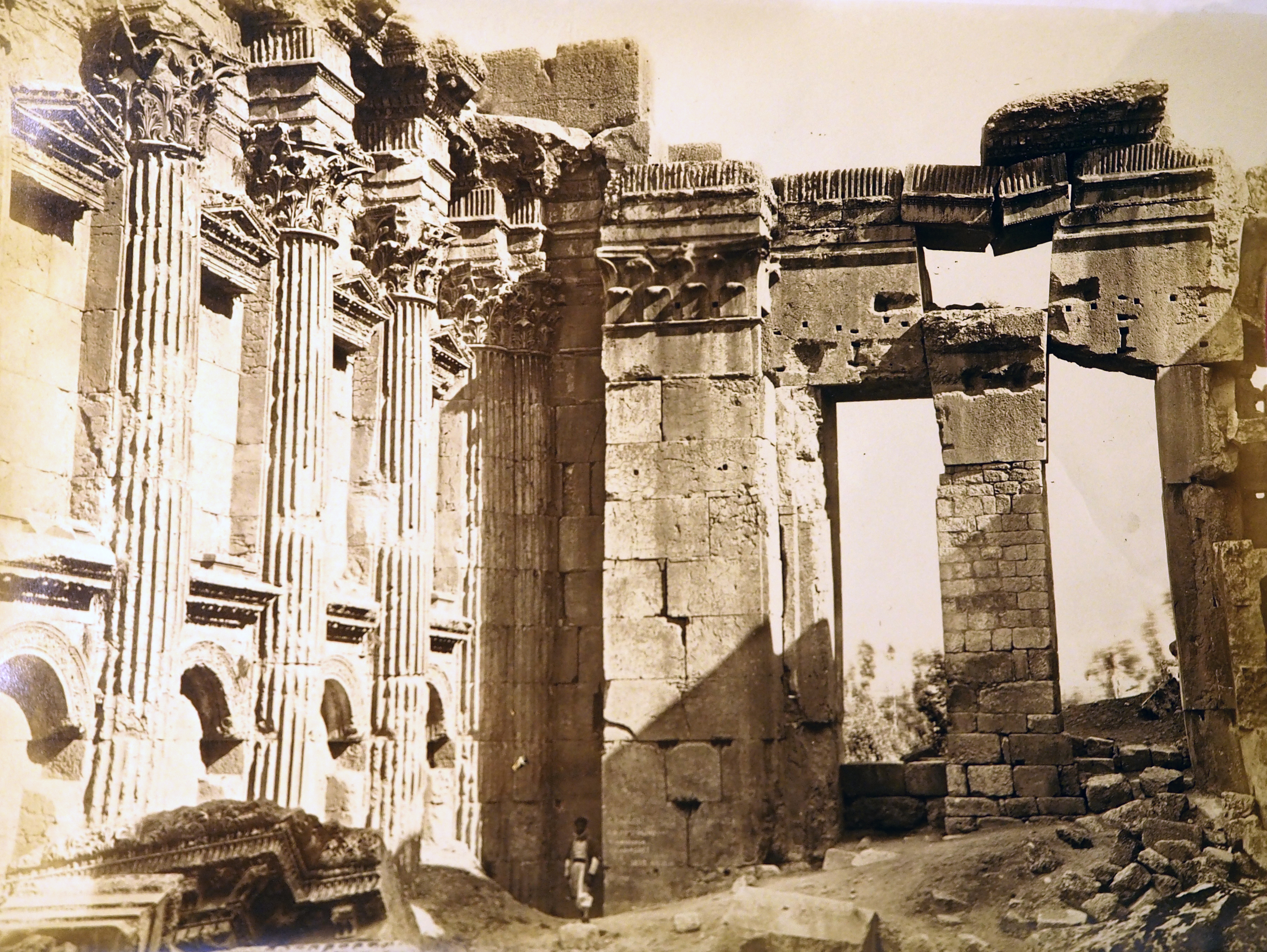
Interiér směrem k východu